# Giovanni Battista Fasolo
Giovanni Battista Fasolo (Asti, antes de 1600-Palermo, después de 1664) fue un monje franciscano, compositor y organista italiano.

## Biografía
Se conocen pocos datos ciertos de su vida, como (por ejemplo) todo lo referido a su ingreso en la Orden franciscana como fraile menor conventual. Sí se sabe con certeza que fue maestro de órgano, actividad que desarrolló tanto en Roma (en la basílica de los Santos Apóstoles) como en Nápoles y Moreale. Llegó a esta última ciudad siguiendo a Luis Guillén de Moncada y Aragón, duque de Montalto y príncipe de Paternò, a quien dedicó su obra Anual, impresa en Venecia en 1645. Seguramente, este Anual ya estaba compuesto desde hacía al menos diez años antes de su publicación. De esto da noticia Tomaso Anfora da Sorrento, quien publicó en 1635 los motetes de Fasolo en la imprenta de Ottavio Beltrano en Nápoles. En el prefacio a esta edición, afirma:

Dentro de pocos día saldrá a luz su Anual, que contiene todo aquelo que debe hacer durante el año quien responde con el órgano a las divinas alabanzas, comenzando por los himnos, tres misas enteras y dobles, que sirven para ambas clases, la misa dominical y la de la Santísima Virgen María, y son reguladas según el rito romano; y ocho magnificats según los tonos eclesiásticos, con la respuesta a las antífonas. Ocho ricercare; otras tantas canciones francesas. Cuatro obligados sobre distintos temas y otros caprichos.

 Además, los títulos de los himnos del Anual pertenecen al breviario anterior a la reforma del papa Urbano VII (1631-1632).
La obra litúrgico-organística contenida en el Anual es la colección musical más extensa y completa publicada durante el siglo XVI en Italia. El número de obras es muy superior a la de otras publicaciones del momento, por ejemplo, a las contenidas en el Organo suonarino del compositor y teórico boloñés Adriano Banchieri (por lo demás, fuente preciosa de información sobre la práctica de la música en la liturgia de la época), a las Fiori musicali (Venecia, 1635) de Girolamo Frescobaldi o a la colección de piezas musicales de Giovanni Salvatore publicadas en Nápoles en 1641. Desde el punto de vista de la teoría musical, el Anual, sin embargo, es menor rico en información que la obra de Banchieri, aunque contiene un amplio prefacio, muy interesante especialmente por los detalles que da sobre la ejecución musical.
A partir de 1659 trabajó para el arzobispo de Monreale como maestro de capilla. En esta ciudad se pierde su rastro biográfico. Las últimas noticias son que compuso unas arias (Op. IX, 1659) y el oratorio Las exequias de santa Rosalía (1664).

## Música profana
Durante mucho tiempo la música profana de Fasolo estuvo atribuida a otros autores, sobre todo al veneciano Francesco Mannelli. Todavía hay piezas musicales cuya autoría es dudosa. En cualquier caso, los estudios de  Francesco Luisi, Mariangela Donà, y Claudio Bacciagaluppi han fijado la atribución de las obras de Fasolo. 

## Obras de Fasolo que se conservan
- Op. 3: Misticanza di Vigna alla Bergamasca; il Canto della Barchetta et altre cantate et ariette per Voce et Chitarra, Robletti, Roma, 1627. El único ejemplar conocido de esta edición estaba en posesión de Oscar Chilesotti en 1886. De una de las canciones contenidas en ella, «I bei guardi», se publicó en un artículo de Chilesotti en 1925 particularmente interesante porque se incluyen indicaciones para el acompañamiento de guitarra.[14]
- Il carro di Madama Lucia. Roma, 1628 (atribuida).
- Aria Se desiate, o bella, 1629 (atribuida).
- Op. 6: Secondo libro di mottetti a 2-3 voci, con una messa per 3 voci, Nápoles, 1635.
- Op. 8: Annuale che contiene tutto quello, che deve far un organista per risponder al choro tutto l'anno, Venecia, 1645.
- Magnificat, Beatus vir, a 5. c. 1645 (atribuidas)
- Op. 9: Arie spirituali morali, e indifferenti, Palermo, 1659.

## Discos
- Aria «Cangia, cangia tue voglie». Aria de La barchetta passaggiera, Op.3. Roma, 1627. Grabada por Beniamino Gigli, Londres, 1947.[15]
- Il Fásolo?, Le Poème Harmonique, dir. Vincent Dumestre. Alpha-23, 2004.[10]
- Messe, vol. 1 (Missa in duplicibus diebus, Missa Beatæ Mariæ Virginis e altri brani). Intérpretes: Federico Del Sordo (órgano), Nova schola gregoriana di Verona, director: Alberto Turco, Verona 2011, Melos Antiqua MA12.
- Messe, vol. 2 (Missa in dominicis diebus e altri brani).Intérpretes: Federico Del Sordo (órgano), Nova schola gregoriana di Verona, director: Alberto Turco, Verona 2014, Melos Antiqua MA13.
- Magnificat, Salve Regina, Ricercates (canzoni e fughe). Intérpretes: Federico Del Sordo (órgano y clave), Schola In Dulci Jubilo di Verona, director: Alberto Turco, Brilliant Classics 95512, 2 CD.

## Ediciones modernas de sus partituras
- Annuale. Op. 8. Venedig 1645. Versetten. Ricercaten. Canzonen und Fugen durch das ganze Kirchenjahr für Orgel. Rudolf Walter (editor). Heidelberg: Willy Müller-Süddeutscher Musikverlag, 1965, 1977.
- Motetti a due et tre con una messa a tre voci pari: libro secondo, opera sesta: Napoli, 1635. Ivano Bettin (editor). Prefacio: Claudio Bacciagalupe. Padua: Centro Studi Antoniani (colección Corpus Musicum Franciscanum), 2016.